# Deutsche Fünfkampf-Meisterschaft 1954/55

Veranstaltungsort: Köln

Die Deutsche Fünfkampf-Meisterschaft 1954/55 war eine Billard-Turnierserie und fand zum neunten Mal vom 7. bis 10. Mai in Köln statt.

## Geschichte
Sehr überlegen gewann der Frankfurter Walter Lütgehetmann seinen dritten Titel bei einer Deutschen Fünfkampfmeisterschaft. Er verlor lediglich eine Partie im Dreiband gegen den Zweitplatzierten Ernst Rudolph mit 49:50 in 61 Aufnahmen. Dritter wurde Siegfried Spielmann. Der fünffache Fünfkampfmeister August Tiedtke war für das Turnier nicht spielberechtigt. Er startete ab sofort für das damals eigenständige Saarland.

## Modus
Reihenfolge der Endrechnung in der Abschlusstabelle:
1. MP = Matchpunkte
2. PP = Partiepunkte
3. VGD = Verhältnismäßiger Generaldurchschnitt
4. BVED = Bester Einzel Verhältnismäßiger Durchschnitt

Bei der Berechnung des VGD wurden die erzielten Punkte in folgender Weise berechnet:
Freie Partie: Distanz 500 Punkte (erzielte Punkte mal 1)
Cadre 45/2: Distanz 400 Punkte (erzielte Punkte mal 2)
Einband: Distanz 150 Punkte (erzielte Punkte mal 9)
Cadre 71/2: Distanz 300 (Punkte erzielte Punkte mal 3)
Dreiband: Distanz 50 Punkte (erzielte Punkte mal 40)
Alle Aufnahmen wurden mal 1 gewertet.
Der Fünfkampf wurde auch in dieser Spielfolge gespielt.
In der Endtabelle wurden die erzielten Matchpunkte vor den Partiepunkten und dem VGD gewertet.

## Abschlusstabelle
| Legende | Legende                                       |
| --- | --------------------------------------------- |
| Abk. | Bedeutung                                     |
| Pkt. | erzielte Punkte                               |
| Aufn. | benötigte Aufnahmen                           |
| ED | Einzeldurchschnitt                            |
| GD | Generaldurchschnitt                           |
| VGD | Verhältnismässiger Generaldurchschnitt        |
| BMD | Bester Mannschaftsdurchschnitt                |
| BED | Bester Einzeldurchschnitt                     |
| BSD | Bester Satzdurchschnitt                       |
| BEVD | Bester Einzel Verhältnismässiger Durchschnitt |
| HS | Höchstserie                                   |
| MP | Match Points                                  |
| PP | Partie Punkte                                 |
| G-U-V | Gewonnen-Unentschieden-Verloren               |
| SV | Satzverhältnis                                |
| WRP | Weltranglistenpunkte                          |
| | 1. Platz (Gold)                               |
| | 2. Platz (Silber)                             |
| | 3. Platz (Bronze)                             |
| | Bester GD des Turniers/Runde                  |
| | Bester VGD des Turniers/Runde                 |
| | Bester ED des Turniers/Runde                  |
| | Bester BVGD des Turniers/Runde                |
| | Beste HS des Turniers/Runde                   |
| (Evtl. finden nicht alle Begriffe Anwendung oder einige sind nicht aufgeführt. Diese können in der Liste der Karambolage-Begriffe nachgesehen werden.) |                                               |

| Endklassement | Endklassement                      | Endklassement | Endklassement | Endklassement | Endklassement | Endklassement |
| Platz         | Name                               | MP            | PP            | VGD           | BVED          |               |
| ------------- | ---------------------------------- | ------------- | ------------- | ------------- | ------------- | ------------- |
| 1             | Walter Lütgehetmann (Frankfurt/M.) | 6:0           | 28:2          | 45,13         | 51,98         |               |
| 2             | Ernst Rudolph (Köln)               | 4:2           | 19:11         | 35,51         | 38,95         |               |
| 3             | Siegfried Spielmann (Düsseldorf)   | 2:4           | 13:17         | 34,00         | 37,24         |               |
| 4             | Josef Bolz (Köln)                  | 0:6           | 0:30          | 20,05         | -             |               |

## Disziplintabellen
| Platz | Name                | MP  | Pkte. | Aufn. | GD     | BED    | HS  |
| ----- | ------------------- | --- | ----- | ----- | ------ | ------ | --- |
| 1     | Walter Lütgehetmann | 6:0 | 1500  | 12    | 125,00 | 166,66 | 403 |
| 2     | Siegfried Spielmann | 4:2 | 1249  | 8     | 156,12 | 500,00 | 500 |
| 3     | Ernst Rudolph       | 2:4 | 634   | 13    | 48,76  | 125,00 | 242 |
| 4     | Josef Bolz          | 0:6 | 158   | 9     | 17,55  | -      | 41  |

| Platz | Name                | MP  | Pkte. | Aufn. | GD    | BED   | HS  |
| ----- | ------------------- | --- | ----- | ----- | ----- | ----- | --- |
| 1     | Walter Lütgehetmann | 6:0 | 1200  | 35    | 34,28 | 40,00 | 145 |
| 2     | Ernst Rudolph       | 4:2 | 850   | 43    | 19,76 | 66,66 | 231 |
| 3     | Siegfried Spielmann | 2:4 | 799   | 25    | 31,96 | 44,44 | 153 |
| 4     | Josef Bolz          | 0:6 | 475   | 49    | 9,69  | -     | 43  |

| Platz | Name                | MP  | Pkte. | Aufn. | GD   | BED  | HS |
| ----- | ------------------- | --- | ----- | ----- | ---- | ---- | -- |
| 1     | Walter Lütgehetmann | 6:0 | 450   | 85    | 5,29 | 6,81 | 50 |
| 2     | Ernst Rudolph       | 4:2 | 382   | 84    | 4,54 | 6,25 | 36 |
| 3     | Siegfried Spielmann | 2:4 | 307   | 82    | 3,74 | 4,83 | 26 |
| 4     | Josef Bolz          | 0:6 | 290   | 105   | 2,76 | -    | 22 |

| Platz | Name                | MP  | Pkte. | Aufn. | GD    | BED   | HS  |
| ----- | ------------------- | --- | ----- | ----- | ----- | ----- | --- |
| 1     | Walter Lütgehetmann | 6:0 | 900   | 27    | 33,33 | 42,85 | 121 |
| 2     | Ernst Rudolph       | 4:2 | 657   | 37    | 17,75 | 25,00 | 91  |
| 3     | Siegfried Spielmann | 2:4 | 691   | 44    | 15,70 | 18,75 | 102 |
| 4     | Josef Bolz          | 0:6 | 295   | 38    | 7,76  | -     | 36  |

| Platz | Name                | MP  | Pkte. | Aufn. | GD    | BED   | HS |
| ----- | ------------------- | --- | ----- | ----- | ----- | ----- | -- |
| 1     | Ernst Rudolph       | 5:1 | 150   | 210   | 0,714 | 0,819 | 8  |
| 2     | Walter Lütgehetmann | 4:2 | 149   | 209   | 0,712 | 0,704 | 7  |
| 3     | Siegfried Spielmann | 3:3 | 148   | 241   | 0,614 | 0,641 | 5  |
| 4     | Josef Bolz          | 0:6 | 106   | 240   | 0,441 | -     | 4  |